# 吉氏魮
吉氏魮（学名：Barbus girardi）為輻鰭魚綱鯉形目鯉科的其中一個種。該物種於1910年由乔治·亚伯特·布兰洁描述，主要分布於非洲安哥拉的Lucalla河流域，體長可達30公分。

## 扩展阅读
維基物種上的相關：吉氏魮